# Ombre, pénombre et antéombre

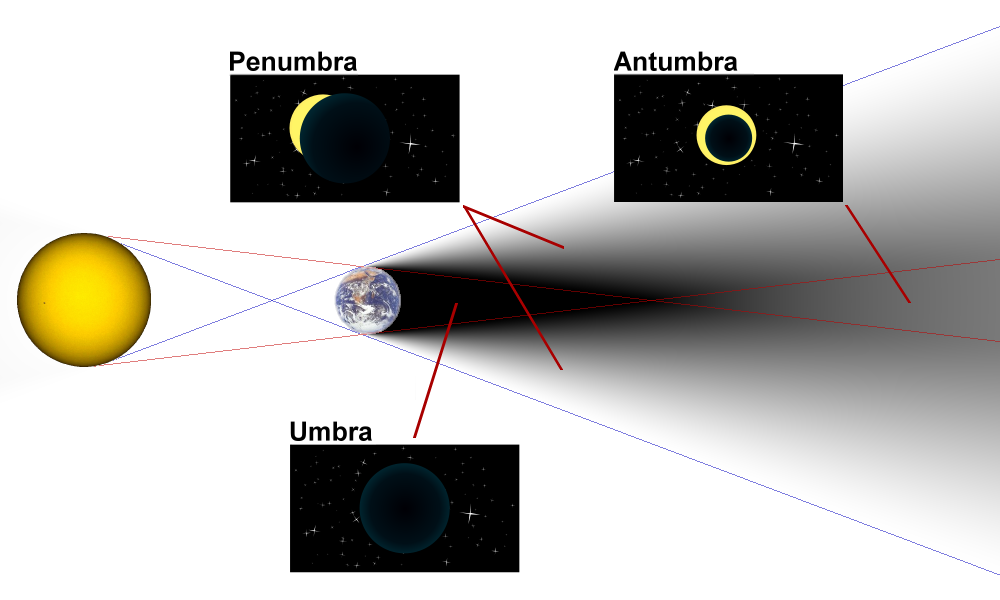
Ombre, pénombre et antéombre de la Terre et des images qui pourraient être vues à certains points dans ces zones (Note: la taille relative et la distance des corps montrés ne sont pas à l'échelle.) L'ombre de la Terre a deux parties distinctes : lUMBRA est la partie de l'ombre où toute la lumière directe du Soleil est bloquée par la Terre ; la PENUMBRA est la partie de l'ombre où la Terre ne bloque qu'une partie de la lumière du Soleil.

L'ombre en A et la pénombre en B.

L'ombre, la pénombre et l'antéombre sont trois parties d'une ombre, créées par une source lumineuse éclairant un objet opaque de taille moindre. Dans le cas d'un objet occultant de taille égale ou supérieure à la source lumineuse, seules une ombre et une pénombre sont générées. En supposant qu'il n'y ait pas de diffraction, pour un faisceau collimaté (comme une source ponctuelle) de lumière, seule l'ombre est projetée.
Ces phénomènes sont généralement observés à travers les systèmes planétaires, car la taille des étoiles dans ces systèmes est, dans la majeure partie des cas, plus grande que les différents corps en orbite autour d'elles. Ces termes sont le plus souvent utilisés pour les ombres projetées par les corps célestes autour des étoiles, bien qu'ils soient parfois utilisés pour décrire les niveaux d'obscurcissements, comme dans les taches solaires.

## L'ombre

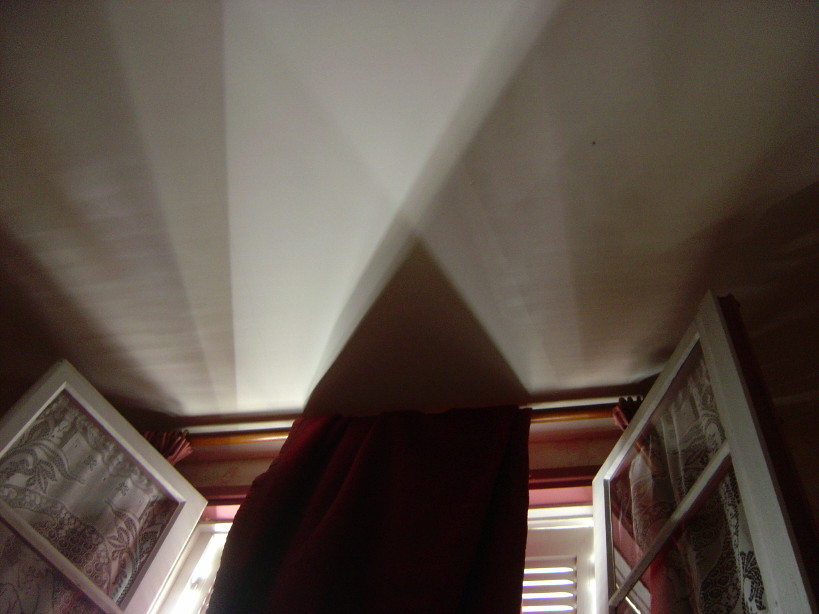
L'ombre, la pénombre et l'antéombre se forment à travers les fenêtres et les volets.

L'ombre (du latin umbra) est la partie la plus intérieure et la plus sombre d'une ombre, où la source lumineuse est complètement bloquée par le corps occlusif. Un observateur dans l'ombre subit une occultation totale. L'ombre d'un corps rond qui occulte une source de lumière, elle-même ronde, forme un cône circulaire droit. Quand on les observe depuis le sommet du cône, les deux corps semblent être de la même taille.
La distance de la Lune au sommet de son ombre est à peu près égale à celle entre la Lune et la Terre : 384 402 km. Puisque Le diamètre de la Terre est 3,7 fois celui de la Lune, son ombre s'étend plus loin dans la même proportion : environ 1,4 million de km.

## La pénombre
La pénombre (du latin paene, « presque », et umbra, « ombre ») est la région dans laquelle seule une partie de la source lumineuse est obscurcie par le corps occlusif. Un observateur dans la pénombre connaît une éclipse partielle.
Une définition alternative est que la pénombre est la région où une partie ou la totalité de la source lumineuse est obscurcie (c'est-à-dire que l'ombre est un sous-ensemble de la pénombre). Par exemple, à la NASA on définit qu'un corps dans l'ombre est également dans la pénombre.

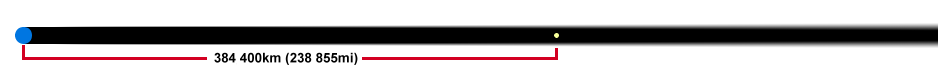
Diagramme d'échelle de l'ombre de la Terre, montrant comment le cône ombral s'étendant au-delà de l'orbite de la Lune (la Lune est indiquée par le point jaune).

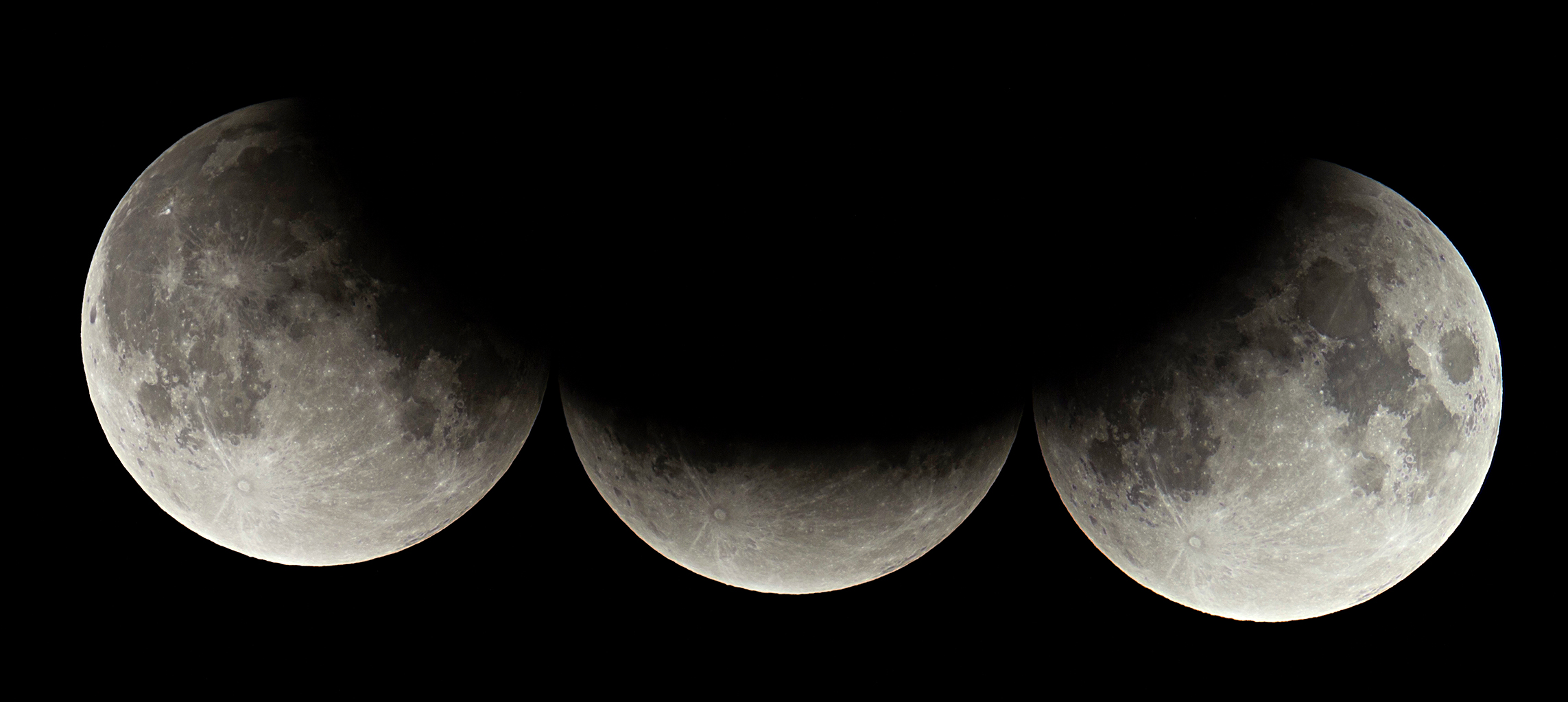
L'ombre de la Terre, vue lors d'une éclipse partielle de Lune.

## L'antéombre

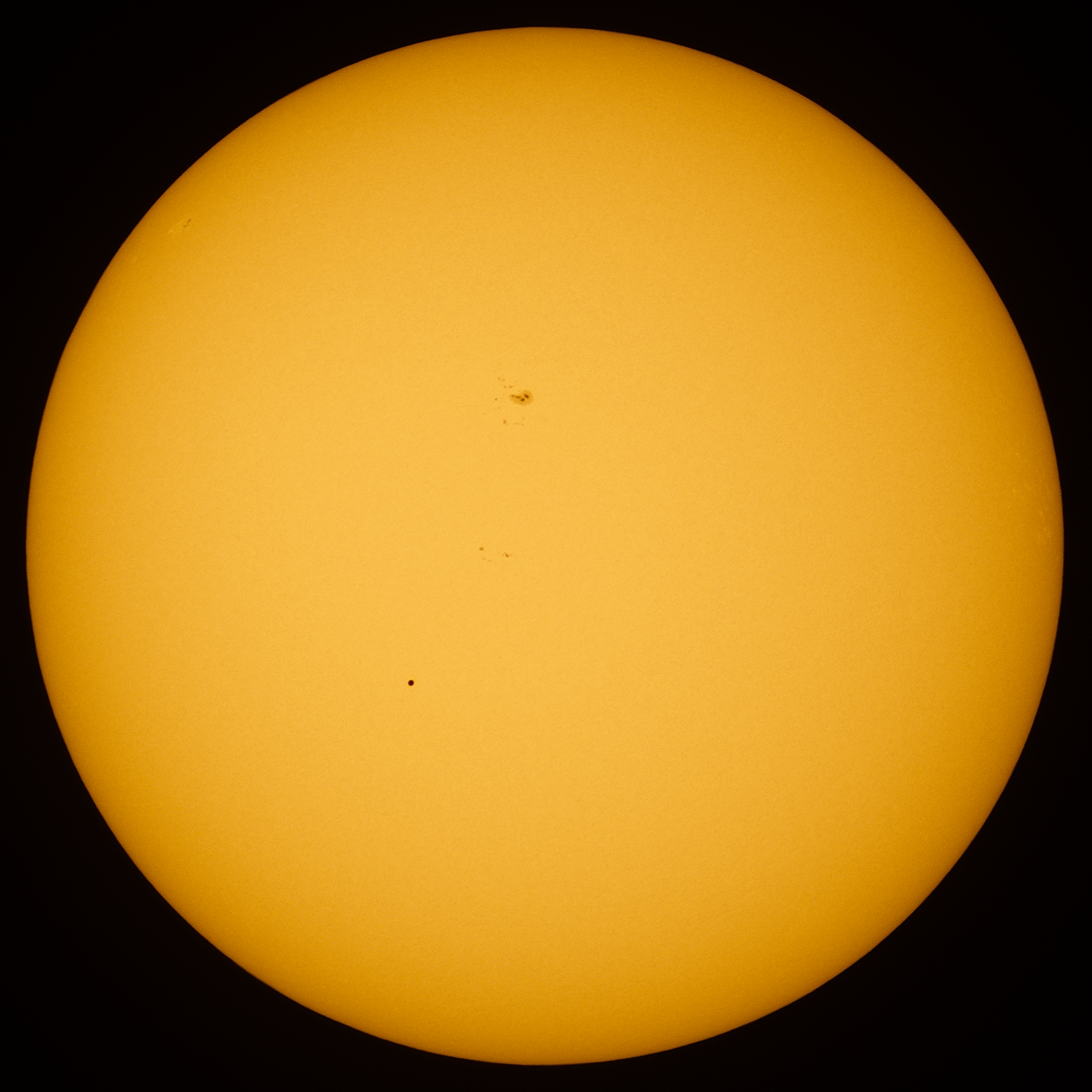
Transit du Mercure devant le Soleil, une version extrême d'une éclipse annulaire. Mercure est visible sous forme de point noir au-dessous et à gauche du centre. La zone sombre au-dessus du centre du disque solaire est une tache solaire.

L'antéombre (du latin ante, « avant », et umbra, « ombre ») est la région de l'espace à partir de laquelle le corps occlusionnel apparaît entièrement dans le disque de la source lumineuse. Un observateur de cette région subit une éclipse annulaire, dans laquelle un anneau lumineux est visible autour du corps éclipsé. Si l'observateur se rapproche de la source lumineuse, la taille apparente du corps occlusif augmente jusqu'à ce qu'il provoque une ombre complète.